# موسيقى الديوان
موسيقى الديوان وموسيقى الكناوة (غناوة) أو كناوة (غناوة) الجزائريةذات مصدر من العبيد السود من أفريقيا جنوب الصحراء الكبرى. على مر القرون، اختلفت هذه الموسيقى في العديد من النقاط (الملابس والرقص والأدوات والكلمات والتدريس والمكان والاعتراف في مجتمعهم بالتبني...) فيما يتعلق بالتاريخ المناسب لكل بلد بالإضافة إلى الخصائص الإنسان والثقافي حيث استحموا.
تستخدم موسيقى الديوان أثناء الاحتفالات الدينية لكناوة الجزائر، أو ما تسمى اختصارا الديوان.

## تاريخ
جوانب مضيئة من الإبداع الفوتوغرافي الراقي يختلف الديوان عن باقي الأنواع الموسيقية المتداولة في الجزائر وخارجها، ذلك لارتباطه بممارسة طقوس خاصة وأجوائها المتسمة بالروحانيات، وقد يشبه بعض الأنماط الأخرى المعروفة في المغرب العربي والمسمى «الغناوي» و«اسطمبالي» في تونس الذي اندثر إلى جانب نوع «الملكي» بليبيا، وكلها طقوس وأعراف تحتضنها العائلة في مكان يحرص عليه أن يكون طاهرا يسمى «الطرح»، ويقودها «المقدم» صاحب«المحلة» التي هي عبارة عن صندوق يضم كل الأدوات الخاصة بممارسة الديوان، وأعضاؤها «قناديز» مفرد «قندوز» دورهم الرقص وضرب القرقابو، ويطلق عليهم كذلك «الكويو»، وعازف القمبري يدعى «المعلم»، والذي يتكلم أو المؤدي هو «كويو بونغو»، ولا يجوز في الديوان قول إنه يغني، فضلا عن أعضاء آخرين كـ«الشاوش» وهو مساعد «المقدم».
الديوان كطقس ينتمي لذاكرة جماعية يسعى لأن يحافظ على نفسه في ظل تهديد العولمة ورفع طقوس الشعوذة عنه التي يراهن عليها بعض من أبناء الديوان بالاعتصام بحبل الدين الإسلامي الحنيف فقط.
فأما الجانب الموسيقي والفني للديوان، فتم الفصل فيه بجواز نقله إلى المنصات، وله جمهور عريض بالمناسبة، لكن أهل الديوان يرفضون نقل الشعائر إلى المنصة لتكون فرجة للجميع، طقس مقدس يشترط من الطاهرة وحسن النية الكثير وأن مكانه يبقى «الطرح» أو البيت وسط العائلات ومن يعرف الديوان، وأن هدفه علاجي بحت.

## أصوله
أصل الديوان تتضارب الآراء بخصوص زمن ظهور الديوان، لكن المتفق عليه أنه نتاج رحلات القوافل القادمة من بلاد السودان التي تضم حاليا السينغال وغينيا، وهناك من يشير إلى أن مالي كانت أهم موطن لها، إلى القرن السادس والسابع الميلاديين، حيث كانت هناك قوافل للعبيد وللملح والذهب التي تأتي من دول الساحل، نحو منطقة المغرب الكبير. وتاريخيا تشير المصادر إلى أن الباحثون أخذوها من «الغناوة» بالمغرب، وأنها لم تأت من بلاد السودان، وبلاد السودان هي غينيا حاليا، وأردفت «الأمور ليست واضحة تماما»، ولكن المصدر الأكثر شمولية هو بلاد السودان وهي غانا حاليا والسينغال ومالي. أنها ضاربة في القدم وأن هناك اختلاف حتى في التسمية بين الغناوة والديوان، فهناك من يعتقد أن «الغناوة» هم أناس جاؤوا من غينيا وهم كلهم أتوا من منطقة السافانا وأكثرهم من مالي، يمارسها من كان يعيش في تومبوكتو، حيث كان سوقا للعبيد والتقوا في الجزائر وهؤلاء سموه «الديوان» ومن التقى في تونس «اسطمبالي» ومن التقى في المغرب هم «القناوة».
أن تاريخ العبيد في شمال إفريقيا موجود وهي حقيقة لا يمكن عدم الاعتراف بها، هؤلاء الناس جاؤوا مع القوافل وتجارة العبيد والملح وكانوا يباعون في أسواق العبيد مثلا في القنادسة ببشار إضافة إلى أسواق أخرى، ذلك أن الناس كان عندهم ثراء ومكانة في المجتمع، تم شراؤهم ليكونوا خدما في البيوت أو في الحقول، أما في المغرب مثلا، الوظائف الثلاث المهمة للعبيد هي العمل في حقول قصب السكر، وبالنسبة للنساء يعملن طباخات في المملكة أو حراسا للملك، والوصول لوظيفة حراسة الملك يعني مرور ذلك الرق بالوظائف السابقة.
في الجزائر، لم تكن لهم نفس الوظائف، ذلك أنهم اختلطوا مع الحركات الإسلامية الصوفية، فكان هناك تصوف أكثر من اندماج في المجتمع الجزائري الذي عمل على بقائهم محافظين لها لذلك ربما لم تصلنا الكثير من المعلومات عنها، وبقي فيما بينهم وهذا ليس بسببهم بل بسبب الطريقة الصوفية التي انتهجوها مع الوقت، فالديوان في الجزائر وظيفته علاجية لها علاقة بالإسلام الإخواني وعلاقة بالحس الحركي المعروفة في الساحل مما يعني أن هناك بقايا لا يعني أنهم يمارسون النشاطات فقط بل هو مزيج بين كل ما ذكر سابقا ولكنهم حاولوا أن يكيّفوه مع الإسلام الإخواني المغاربي. 
وبخصوص تعارض بعض الطقوس مع الدين الإسلامي، يوضح المقدم حمو أن هناك تشويه للديوان، فالطقوس الإفريقية التي كانت تمارس في الديوان قبل الفتح الإسلامي بإفريقيا والمغرب الكبير، منها أكل لحم نيئ وشرب الدم، وهذه الشعائر تم نزعها تدريجيا مع دخول الإسلام، ولكن بقيت بعض من تلك الطقوس الإفريقية التي خيل إليهم أنها شافية، وقال «أنا ابن الديوان لا أستطيع أن أضرب نفسي وجلدي بغرض الشفاء حتى وإن كان ذلك شافيا فعلا، وذلك أني ارتكبت جريمة أوإثما في ذاتي».
الكلام كثر عن الطقوس الروحانية رغم أن الديوان ليس وليد اليوم، وحتى نفصل في الأمر وهذه الروحانيات، لابد من الإشارة إلى أنها ثقافة شفهية وثقافة شِفاهية والثقافة الشِفاهية التي لا يجب أن لا ننبش فيها كثيرا لأن هناك طقوس تأتي عفوية يمكن أن تضر بالإنسان بتلك التلقائية. في ذلك الوقت أهل الديوان يقولون ماتوا وأخذوا أسراره معهم ولكن في الحقيقة الأسرار تذهب لما يتم الخلط فيها، وإن ماتوا شيوخه فذلك أجلهم قدره الله".
هناك أبراج من الديوان فيه كلام الله والنبي وهناك أبراج هي حرام، وهي أبراج بعيدة في «الليلة» التي يقام بها الديوان، التي تبدأ من التاسعة مساء إلى الثالثة صباحا ما يعني أنه لا يتم الوصول إليها وحتى نصلهم لابد من انطلاق الليلة على السادسة مساء، مؤكدا أن هناك أبراج مخالفة للدين الإسلامي. وقال «من العيب أن أؤديه، يمكن أن أريه لمن يريد لكنه هو من يتحمل مسؤوليته وبالنسبة لي لا يمكنني أداؤه».
الحفاظ على إرث لا مادي
أكد المقدم حمو أن مسؤولية حماية الديوان هي عائلات أهل الديوان، مصرا على ضرورة حماية هذه الذاكرة الشفهية، أن الديوان إرث يحمله أبا عن جد، ولكنه لا يملكه بل هو ملك للجميع. 
واشترط مراعاة الجانب الديني حتى يكون البحث صحيحا، وحماية التراث ضروري فيه العديد من العوامل بحيث يجب الاستغناء عن الشعوذة، وعامل العولمة والطرف الثالث الذي لا يعترف بك لا كتراث شفهي ولا بالمكتوب هو يريد الفرجة فقط.